# Vally Wieselthier

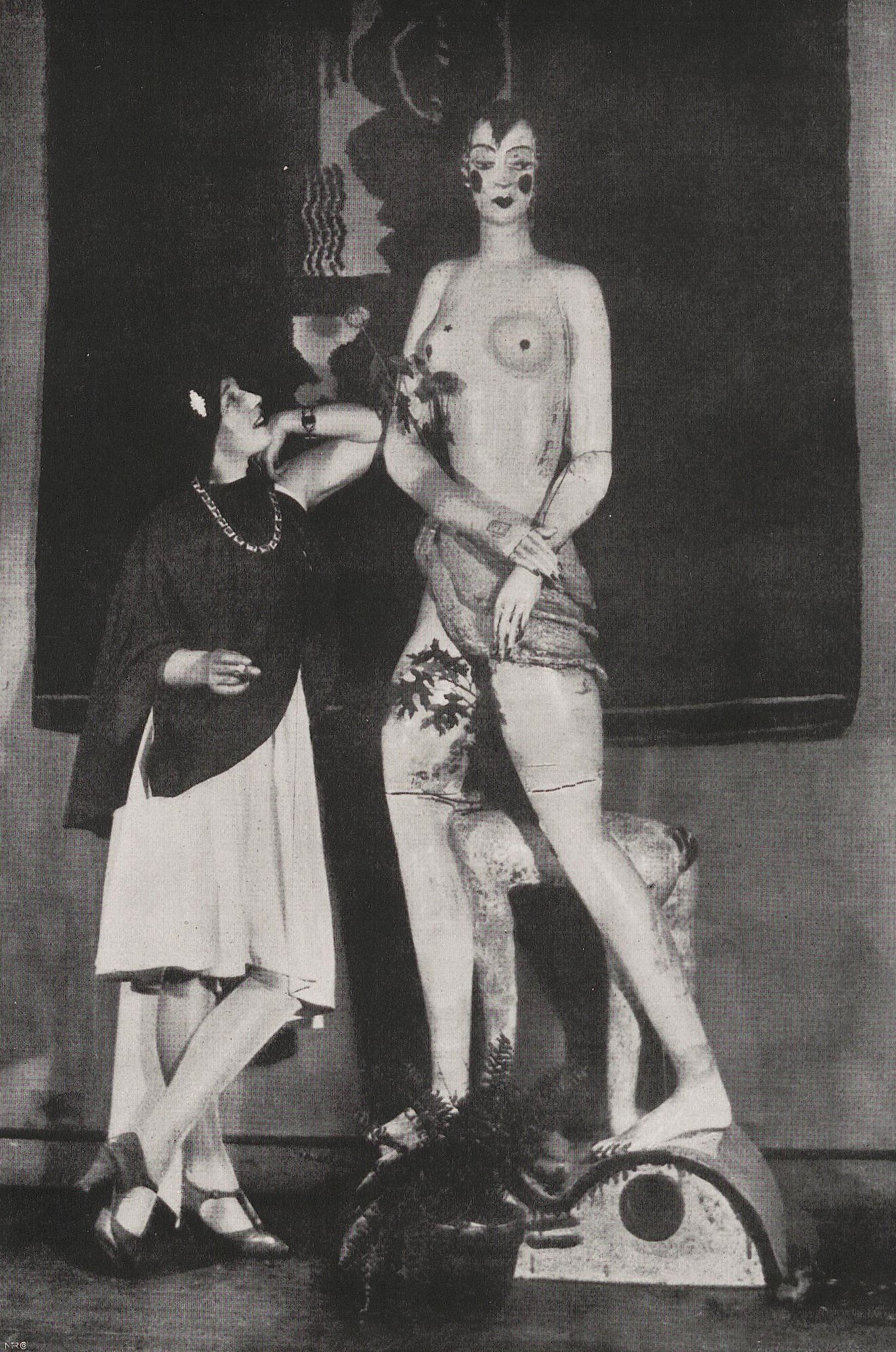
Vally Wieselthier mit einem eigenen Werk (1929)

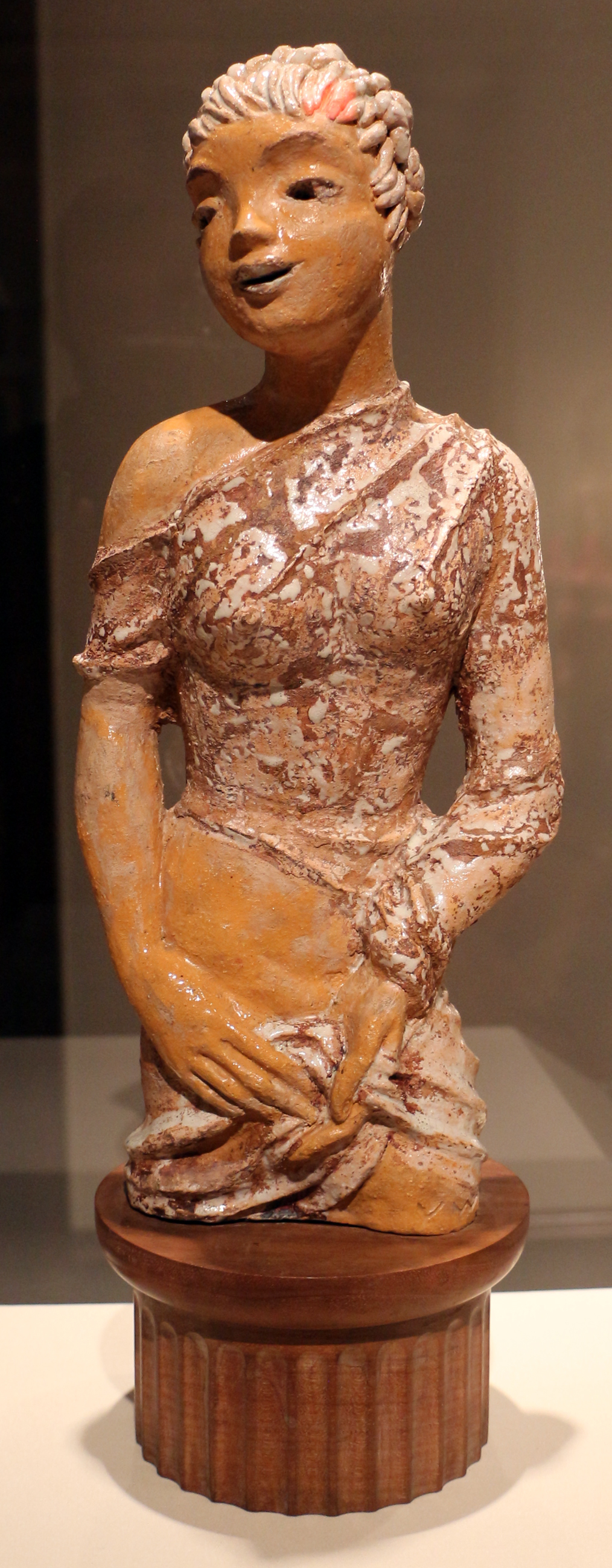
Aktfigur mit braunem Schal, New York 1944 (Cincinnati Art Museum)

Valerie „Vally“ Wieselthier (* 25. Mai 1895 in Wien; † 1. September 1945 in New York City) war eine österreichisch-US-amerikanische Keramikkünstlerin.

## Biografie
Valerie Wieselthier, die Tochter eines Rechtsanwalts, besuchte von 1912 bis 1914 die Frauenkunstschule in Wien und studierte von 1914 bis 1920 an der Wiener Kunstgewerbeschule bei Rosalia Rothansl, Kolo Moser, Josef Hoffmann und Michael Powolny. Daneben arbeitete sie im Ersten Weltkrieg als Hilfskrankenschwester. Von 1917 bis 1922 war sie für die Wiener Werkstätte tätig. Sie leitete von 1922 bis 1927 ihre eigene Keramikwerkstätte in Kooperation mit der 1923 neu gegründeten Porzellanmanufaktur Augarten, aber auch anderen Firmen, wie Friedrich Goldscheider, Gmundner Keramik und Lobmeyr. Ihre expressiven und humoristischen Porzellanfiguren erregten 1925 auf der Exposition internationale des Arts Décoratifs et industriels modernes in Paris Aufmerksamkeit und gelten als typische Beispiele des Art-Déco-Stils. Ab 1928 verlegte die Künstlerin ihren Lebensmittelpunkt zunehmend in die USA. Sie fuhr im Oktober 1928 zur International Exhibition of Ceramic Art in New York City. 1933 zog sie mit Paul Lester Wiener nach Chicago und arbeitete als Designerin für die Contempora Group und die Sebring Pottery Company. Vally Wieselthier starb am 1. September 1945 an Magenkrebs in einem New Yorker Krankenhaus.